# NGC 3799
NGC 3799 é uma galáxia espiral barrada (SBb/P) localizada na direcção da constelação de Leo. Possui uma declinação de +15° 19' 39" e uma ascensão recta de 11 horas, 40 minutos e 09,3 segundos.
A galáxia NGC 3799 foi descoberta em 21 de Abril de 1832 por John Herschel.